# رافاييل جبور
رافاييل جبور (14 يونيو 1996) هو مغني لبناني ونجم ستار أكاديمي 11.

## مسيرته
أطلق أغنية بعنوان «شايف يا قلبي».

## وصلات خارجية
- تويتر
- انستغرام